# Churus
Churus (arab. خروص) – wieś w Syrii, w muhafazie Aleppo, w dystrykcie Ajn al-Arab. W 2004 roku liczyła 538 mieszkańców.